# 埃利奧特嶺
83°57′S 57°0′W / 83.950°S 57.000°W
埃利奧特嶺（英語：Elliott Ridge）是南極洲的山嶺，位於伊莉莎白女王地，屬於彭薩科拉山脈中尼普頓山脈的一部分，長15公里，美國地質調查局根據測量和該國海軍的空中照片繪入地圖，現時由南極條約體系管理。